# Calymmaria virginica
Calymmaria virginica là một loài nhện trong họ Hahniidae.
Loài này thuộc chi Calymmaria. Calymmaria virginica được miêu tả năm 2004 bởi Heiss & Draney.